# 瓦伦蒂诺·佩拉里尼
瓦伦蒂诺·佩拉里尼（義大利語：Valentino Pellarini，1919年10月26日—1992年5月15日），意大利男子篮球运动员。他曾代表意大利参加1948年夏季奥林匹克运动会篮球比赛。他也获得过1946年欧洲篮球锦标赛亚军。